# Grupo Kalise
Grupo Kalise SA — іспанська компанія, що спеціалізується на виробництві морозива та інших молочних та заморожених продуктів. Заснована в 1960 році.
Одна з найбільших компаній Іспанії по виробництву морозива.

## Історія
Після Другої світової війни бізнесмен Фернандо Понс Синтес заснував "La Estrella" в 1950 році на острові Менорка, маючи на меті брати морозиво та торти в ресторани острова. Через п’ять років, у 1955 році, компанія була перейменована з La Estrella на «La Menorquina». До середини 1950-х років компанія уклала угоди про співпрацю з компаніями в Барселоні. У 1956 році Синтес придбав шоколадну компанію La Tropical de Mahón, засновану в Махоні, засновану в 1883 році, у якій Синтес працював майстром випічки.
На початку 1960-х років у місті Лас-Пальмас на острові Гран-Канарія бізнесмен Дельфін Суарес побачив туристичні можливості, змусив сімейну компанію Interglas виробляти та продавати своє морозиво, торгуючи як Kalise . Компанія була частиною «Grupo Kalise–La Menorquina S.A.», після злиття з іншою компанією морозива Іспанії, La Menorquina. Під час цього партнерства Kalise комерціалізувати свою продукцію для загального продажу, тоді як La Menorquina зосередилася на торгівлі ресторанами .
У 2017 році обидві компанії знову розлучилися, коли GKM була придбана Grupo Farga за 40 мільйонів ЄС . Відтоді Kalise залишилася як окрема компанія .
Андрес Іньєста взяв участь у створенні власного виду морозива під назвою "116 хвилина", що символізує перемогу Іспанії на ЧС-2010 з футболу (Іспанія перемогла завдяки голу Іньєсти на 116-й хвилині матчу).